# Power Rangers Ninja Steel
Power Rangers Ninja Steel y  Power Rangers Super Ninja Steel  son los títulos respectivamente de la 24.ª y 25.ª temporadas de la franquicia Power Rangers, producida por SCG Power Rangers y emitida en Nickelodeon a partir de enero de 2017. Como en todas las temporadas, parte de sus escenas están extraídas de la franquicia Super Sentai Series, en este caso de la temporada Shuriken Sentai Ninninger. Fue la última temporada de la serie producida antes de la compra de la franquicia por parte de Hasbro. Como es costumbre durante la era Neo-Saban la segunda temporada de esta generación se le agregó el prefijo Super al título «Super Ninja Steel» estrenada en enero de 2018 celebrando el 25 aniversario de la franquicia con el especial «Dimensiones en Peligro».

## Argumento
La historia comienza hace diez años cuando la Estrella Ninja Nexus cayó del cielo al patio de la casa de la familia Romero. En ese momento Dano Romero , quien era considerado el campeón ninja más grande se sacrificó para defender la tierra del malvado Galvanax, el campeón reinante de «Guerreros de la Galaxia», el programa más popular del universo; Romero rompió la estrella y lo dividió en seis partes llamadas Estrellas Ninjas de Poder con poderes sobrenaturales; siendo recubierta y reforzadas por el cristal Prisma Nexus, el cual solo algunos puede liberar las estrellas en su interior. Sin embargo, su hijo, Brody Romero es secuestrado y junto a este la prisma. Años más tarde, las estrellas caen en la Tierra y son liberadas por cinco adolescentes, formando un nuevo equipo de Power Rangers, los cuales se interpondrán ante los planes del malvado Galvanax, el cual envía a sus guerreros al planeta para robar el cristal, y cada batalla contra los Rangers se retransmite por todo el universo.

## Personajes

### Super Ninja Steel Rangers
- Brody Romero/Red Ninja Steel Ranger: Es el exuberante, juvenil y líder positivo de 18 años de los Power Rangers. Diez años antes de los acontecimientos de Ninja Steel, Brody fue capturado por Galvanax. Su padre, un maestro ninja, desapareció misteriosamente. Después de lo cual, Brody se vio obligado a trabajar como esclavo de los «Galaxy Warriors». Durante este tiempo, se unió con Redbot y un alienígena de forma cambiante llamado Mick. En el presente, después de escuchar el plan de Galvanax para conseguir el Ninja Steel y conquistar la Tierra, él, Redbot y Mick aprovechan la oportunidad para escapar con el Prisma Nexus Ninja. Después de ser obligado a usar el chorro de basura de la nave como escape, él y Redbot se separaron de Mick. Al aterrizar, fue atacado por un villano extranjero llamado Korvaka, pero fue salvado por la inesperada llegada de Sarah Thompson y Preston Tien. Los tres sacaron tres de las Ninja Power Stars, convirtiéndolas en Power Rangers, con Brody convirtiéndose en el Red Ranger. Como el Red Ninja Steel Ranger, Brody comanda el Robo Red Zord que se asemeja a una versión Zord de Redbot.

- Preston Tien/Blue Ninja Steel Ranger: Es un adolescente bondadoso que es un mago luchador obsesionado con la magia. Él y Sarah van a investigar el objeto que cayó del cielo y salvar a Brody Romero del extranjero Korvaka. Los tres sacan tres Ninja Power Stars del Prisma Nexus Ninja y se convierten en Power Rangers, con Preston convirtiéndose en el Blue Ranger. Como el Blue Ninja Steel Ranger, Preston comanda el Dragón Zord.

- Calvin Maxwell/Yellow Ninja Steel Ranger: Es un adolescente experto en la mecánica. Es el novio de Hayley Foster. Se convierte en el Yellow Ninja Steel Power al ser salvado de un monstruo por el Prisma Nexus Ninja. Como el Yellow Ranger, Calvin comanda el Nitro Zord que se asemeja a un camión volquete.

- Hayley Foster/White Ninja Steel Ranger: Es una adolescente que le encanta el aire libre, la naturaleza y llevar una vida saludable. Ella es dueña de un perro llamado Kodi y la novia de Calvin Maxwell. Hayley se convirtió en el White Ninja Steel Ranger al ser salvada de un monstruo por el Prisma Nexus Ninja. Como White Ninja Steel Ranger, Hayley comanda el Kodiak Zord que se asemeja a Kodi.

- Sarah Thompson/Pink Ninja Steel Ranger: Es una adolescente muy atractiva y de buen corazón, ella es el cerebro del equipo y una adicta a la adrenalina. Ella tiene la intención de ser una gran ingeniera y es la persona que diseña gadgets para satisfacer la necesidad de los Rangers. Como una nueva estudiante en Summer Cove High, llegando en su hoverboard hecho a mano, se encuentra con el nerd de clase Monty y Victor. Después de que Víctor trata de usar su hoverboard y se estrella en el show de magia de Preston Tien, ella y Preston notan objetos que caen del cielo. Ella y Preston van a investigar y salvar a Brody Romero del extranjero Korvaka. Los tres sacan tres Ninja Power Stars del Prisma Nexus Ninja y se convierten en Power Rangers, con Sarah convirtiéndose en Pink Ranger. Como el Pink Ninja Steel Ranger, Sarah ordena el Zoom Zord que es un tren de bala.

- Aiden Romero/Levi Weston/Gold Ninja Steel Ranger: Él es el hermano mayor de Brody, cuando Galvanax apareció ante Brody, su padre Dane Romero le ordenó ocultar el ninja steel de las fuerzas de Galvanax, cuando su padre desapareció y su hermano fuera capturado y forzado a trabajar como esclavo en el Galaxy Warrior, él escapó y se fue a vivir con su tía, comenzó a tocar la guitarra y se convirtió en un cantante de country bajo el nombre de Levi Weston. Diez años después, cuando estaba trabajando en un nuevo álbum, el Prisma Nexus Ninja apareció y en su interior brillaba la Ninja Power Star; él la tomó, pero en el momento fue capturado por Madame Odius, y encerrado en una habitación secreta conectado a una máquina, cuando el Astro Zord ataca la base de Galvanax, él logra escapar con su Power Star, después de ayudar a los rangers contra Ripcon, él se une al equipo para ayudar a los rangers contra Galvanax y estar con su familia. Como el Gold Ninja Steel Ranger, él comanda el Bull Rider Zord que tiene forma de jinete y el Bull Zord es una motocicleta en forma de toro.

### Aliados
- Redbot: es el robot amigo de Brody; puede usar sus propulsores para volar.
- Monty: es un chico empollón; a menudo el secuaz personal y seguidor de Victor, quien suele ser mandón con el propio Monty intimidándolo para que haga lo que quiere pese a que sean buenos amigos.
- Victor Vincent: es un atlético ganador con una actitud un tanto descarada, caprichosa y desagradable. Aunque es popular no a todo el mundo le agrada por su actitud mimada y un poco egoísta. Él parece dominar a ciertos miembros del cuerpo estudiantil como su amigo Monty, que actúa como su mano derecha e incluso hace sus tareas para él.
- Mick Kanic: es el jefe de mecánica de la Warrior Dome, es amigo de Brody y tiene la capacidad de transformarse en cualquier objeto.
- Principal Hastings: es la directora de Summer Cove High School. Ella fue la que contrató a Mick Kanic al confundirlo como el nuevo maestro de la escuela.
- Princesa Viera: Es la princesa de la Galaxia León, que había sido gobernado con puño de hierro y poder por la familia real. Pero Viera veía las cosas de otro modo, con deseo de gobernar la galaxia de manera justa. Ella le da la Armadura de Batalla León Fuego y el Fire Lion Zord a los Rangers para pelear contra el mal.

### Arsenal
- Ninja Nexus Prism: Es un cristal creado por Dane Romero a partir de Ninja Steel, solo algunos pueden sacar desde su interior las Estrellas. También se puede crear nuevas estrellas Ninjas de Poder al lanzarle Ninja Steel.

- Ninja Nexus Stars: Es la fuente de energía, en forma de estrella, que contiene de los seis Ninja Power Stars. Los Power Rangers las utilizan para transformarse, desbloquear sus ataques, y convocar y operar sus Zords.
  - Ninja Power Stars: Estas estrellas de poder son utilizados por los Ninja Rangers de acero para desbloquear sus poderes y formas. Son fragmentos de la Ninja Nexus estrella.
    - Ninja Steel Red Ranger - Red Ninja (Steel Slash), Robo Red Zord, Ninja Master Mode, Rumble Tusk Zord, Astro Zord, Red Fire Lion Mode
    - Ninja Steel Blue Ranger - Dragon Zord, Ninja Master Mode
    - Ninja Steel Yellow Ranger - Nitro Zord, Ninja Master Mode
    - Ninja Steel White Ranger - Mega Morph Cycle, Kodiak Zord, Ninja Master Mode
    - Ninja Steel Pink Ranger - Zoom Zord, Ninja Master Mode

  - Ninja Matster Mode Stars
  - Red Fire Lion Star: El Red Nija Steel Ranger le da vuelta en su muñeca y se convierte en el Red Fire Lion Ninja Steel Ranger
- Ninja Battle Morpher: Es el dispositivo para realizar la transformación. Para transformarse, deben bloquear sus Ninja Power Stars en el centro y girarlas.
- Ninja Star Blade: Es el arma principal de los cinco Ninja Steel Rangers.
- Ninja Blaster: Son las principales armas de pistola de los cinco Ninja Steel Rangers, inspirados en una rana.
- Ninja Master Blade
- Mega Morph Cycle: Son los vehículos de los Rangers creados por Estrellas Ninjas de Poder.
- Ninja Com: Es el comunicador de los Ninja Steel Rangers

### Zords
Ninja Steel MegaZord: Es la Unión de los cinco Ninja Steel Zords de los Ninja Steels Rangers
Bull Rider MegaZord: Es la Unión de los dos Bull Zords del Gold Ninja Steel
Rumble Tusk MegaZord: Es la sustitución del Robo Red Zord (el cual se vuelve el brazo derecho) con el Rumble Tusk
Astro MegaZord: Es la sustitución del Robo Red Zord con el Astrozon
MegaZord Fire Lion: Es la formación Mega del FireLion Zord
- Robo Red Zord: Es el Zord del Red Ninja Steel Ranger, un robot que se parece a su compañero Redbot
- Dragon Zord: Es el Zord del Blue Ninja Steel Ranger, un dragón
- Nitro Zord: Es el Zord del Yellow Ninja Steel Ranger, un autovolquete
- Kodiak Zord: Es el Zord del White Ninja Steel Ranger, un perro que se parece a su mascota Kodi
- Zoom Zord: Es el Zord del Pink Ninja Steel Ranger, un shinkansen
- Bull Rider Zord: Es el primer Zord del Gold Ninja Steel Ranger, un jinete
- Bull Zord: Es el segundo Zord del Gold Ninja Steel Ranger, un toro en forma de motocicleta
- Astro Zord: Es uno de los dos Zords secundarios del Red Ninja Steel Ranger con la capacidad de volar hasta el espacio por su diseño de  O.V.N.I
- Rumble Tusk Zord: Es el otro Zord secundario del Red Ninja Steel Ranger, un elefante
- Fire Lion Zord: Es el Zord del Red Ninja Steel Ranger en su modo Fire Lion, una nave espacial proveniente de la Lion Galaxy, la galaxia de donde viene Mick Kanic, que se asemeja a un león combinado con un tanque de guerra (el Zord).
- Sub Surfer Zord: Es el Zord secundario del Red Ninja Steel Ranger, con la capacidad de surfear en las olas, por su diseño de Submarino.

### Villanos

#### Guerreros de la Galaxia
- Galvanax: Es el campeón en activo del programa intergaláctico más popular del universo "Guerreros de la Galaxia", en el que los concursantes luchan para probar quién es el guerrero más poderoso. Galvanax está determinado a convertirse en invencible controlando el poder de las Estrellas Ninjas.
- Madame Odius: Es la asesora personal de Galvanax. Ella es astuta y engañosa, pero tiene un talento sobre la historia y los poderes del Prisma Ninja Nexus. En la segunda temporada se convierte en la antagonista principal, con la meta de conseguir las Estrellas Ninjas de Poder de los Rangers.
- Badonna: Es la general de Odius después de liberarla a manos de un caza-recompensas intergalactico. Es fiel a ella y la ayuda a obtener las Estrellas Ninjas de Poder.
- Cosmo Royale: Es el anfitrión del juego de Galaxy Warriors, y supervisa las transmisiones universales de los competidores a través de sus Buzzcams.
- Ripcon: Hace 10 años, acompañó a Galvanax a la Tierra para reclamar el Ninja Nexus Prisma. muestra lealtad y respeto solo a Galvanax y desconfía de su compañera Madame Odius
- Brax: Es un guerrero legendario en doce sistemas solares, es un monstruo egocéntrico que no tiene piedad con nadie, ni siquiera con los Rangers. Badonna es su más grande fan.
- Tynamon: Representante de Brax, es amenazado por Baddona para participar a su guerrero en "Guerreros de la Galaxia" debido a su secreto. Posee un bastón y un intelecto estratégico.
- Ninjas Galácticos: Son unos ninjas del espacio exterior que son conocidos por el universo por ser imparables. Participan en el programa para probar que los ninjas de la Tierra no podrán contra ellos ni sus Medallones Ninjas.
- Buzzcams: Son unas moscas robots pequeñas, que incluyen una cámara para transmitir las peleas de los rangers en todo el universo y a su vez espiarlos para conseguir información para Galvanax.
- Kudabots: Son los soldados de campo de Galvanax.
- Basherbots: Son como Kudabots, pero más fuertes y con armas mejoradas.
- Foxbots: Son soldados de campo con apariencia de zorros y ninjas. Más ágiles que los Basherbots.

#### Otros
- La tripulación de Sledge: Son una banda de cazarrecompezas que lograron llegar a la dimensión Mighty Morphin desde la dimensión de dinosaurios, continuando en su búsqueda de más fuentes de poder entrelazadas con la red Mórfosis.

## Episodios
| Temporada | Temporada | Episodios | Emisión original    | Emisión original       | Emisión en Hispanoamérica | Emisión en Hispanoamérica | Emisión en España  | Emisión en España       |
| Temporada | Temporada | Episodios | Primera emisión     | Última emisión         | Primera emisión           | Última emisión            | Primera emisión    | Última emisión          |
| --------- | --------- | --------- | ------------------- | ---------------------- | ------------------------- | ------------------------- | ------------------ | ----------------------- |
|           | 24        | 22        | 21 de enero de 2017 | 2 de diciembre de 2017 | 5 de junio de 2017        | 21 de mayo de 2018        | 1 de julio de 2017 | 9 de septiembre de 2017 |
|           | 25        | 22        | 27 de enero de 2018 | 1 de diciembre de 2018 | 4 de junio de 2018        | 7 de enero de 2019        | —                  | —                       |

## Reparto
- Brody Romero: Will Shewfelt[1]
- Calvin Maxwell: Nico Greetham[1]
- Hayley Foster: Zoe Robins[1]
- Preston Tien: Peter Sudarso[1]
- Sarah Thompson: Chrystiane López[1]
- Levi Weston/Aiden Romero: Jordi Webber[1]

Reparto episodio 'Dimensions in Danger'
- Tommy Oliver: Jason David Frank
- Rocky DeSantos: Steve Cardenas
- Katherine Hillard: Catherine Sutherland
- T.J. Johnson: Selwyn Ward
- Wes Collins: Jason Faunt
- Trent Fernández/Mercer: Jeffrey Parazzo
- Gemma: Li Ming Hu
- Antonio Garcia: Steven Skyler
- Gia Moran: Ciara Hanna
- Koda: Yoshi Sudarso